# شرح سودی بر حافظ
شرح سودی کتابی از احمد سودی در شرح اشعار حافظ است. در یکی از مطالعات استنادی، این کتاب به‌عنوان یکی از پراستنادترین آثار راجع به حافظ شناخته شد.